# ابرا (آریزونا)
ابرا (به انگلیسی: Abra) یک منطقهٔ مسکونی در ایالات متحده آمریکا است که در شهرستان یاواپای، آریزونا واقع شده‌است. ابرا ۱٬۳۸۴ متر بالاتر از سطح دریا واقع شده‌است.